# Pico del Buitre
El Pico del Buitre, con una altitud de 2465 m s. n. m., es la tercera montaña más alta de la provincia de Almería (España). Está ubicado en la Cordillera Penibética, en la Sierra Nevada almeriense. En la provincia, ignorando algunas cimas secundarias, sólo le superan en altitud el Chullo y el Almirez, en la misma sierra.

## Descripción
Se encuentra en el cordal Este-Oeste que caracteriza la Sierra Nevada almeriense. Su cara norte es muy escarpada, y en invierno es frecuente la práctica de escalada en hielo. Su cara sur presenta laderas más suaves, con una pista forestal que da acceso a su cima.
Además del vértice geodésico, en su cima hay una edificación, ya deteriorada. El sendero Sulayr pasa por las inmediaciones de la montaña. Del mismo modo, la ruta para bicicleta de montaña Transnevada pasa cerca de la cima.
Administrativamente, se encuentra en el límite de los términos municipales de Fondón y Abrucena.

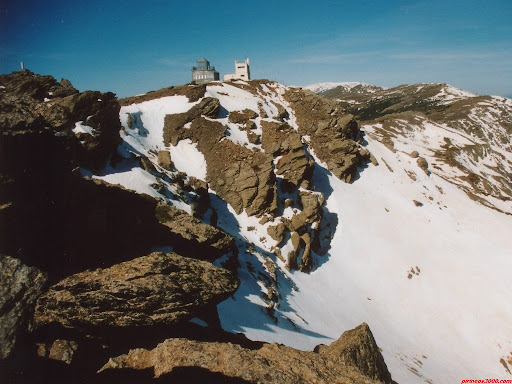
Cima del Buitre